# Peep
Peep är debutalbumet av den finländska rockgruppen The Rasmus (då kända som bara "Rasmus"), utgivet 23 september 1996 på Warner Music Finland.
Albumet spelades in kort efter att deras första EP-skiva 1st hade fångat intresse hos Warner Music under 1996, vilket senare hade lett till kontrakt med skivbolaget. De kunde därefter påbörja inspelningen av albumet vid Millbrook Studio och H.I.P. Studio i hemstaden Helsingfors. De drygt 17-åriga medlemmarna producerade albumet själva med hjälp av deras dåvarande manager Teja Kotilainen. Samtliga låtar på albumet är skrivna av The Rasmus, förutom coverlåten "Ghostbusters" av Ray Parker Jr..
I Finland blev Peep en oväntad stor succé där det sålde guld och nådde plats 16 på finländska albumlistan under en veckas tid. Inga egentliga singlar gavs ut från detta album, men vissa låtar hamnade senare på EP-skivorna 2nd och 3rd.

## Musik och texter
Peep är ett svängigt album med spår av flera olika genrer, vilket har gjort att såväl kritiker som fans har haft svårt att kategorisera det. Flera av låtarna är rockinspirerade och domineras av elgitarr med olika mellanspel på Eero Heinonens "funkrockiga" elbas; en tydlig influens av Flea från Red Hot Chili Peppers. Korta gitarrsolon kan även höras i låtar som Myself och Life 705. Utöver detta är låtar som Postman och P.S. fyllda med jazziga instrument som trumpet och saxofon, vilket gör att de påminner om den svenska postpunk-gruppen The Sounds debutalbum från 2002. Trots att musiken är mycket experimentell, lägger den då 17-årige Lauri Ylönens rapsång till en mer poprock-känsla över det hela. Hur ska man då kategorisera albumet? Antingen räknar man upp alla dessa olika genrer (funkrock, poppunk, poprock, post-punk etc.), eller så kanske det passar bäst under samlingstermen alternativ rock, som troligtvis de flesta valt att göra.
Texterna är huvudsakligen skrivna av Lauri Ylönen och beskriver till stor del händelser i de då 17-åriga killarnas omgivning. Bland annat att säga nej till droger (Shame), att hitta sin egen personlighet (Myself) samt relationer till vänner och familjer. En del av texterna är inte särskilt seriösa, medan andra har ett budskap i sig. Postman är ett tydligt exempel på deras flummiga sida, medan Life 705 är mer känslosam.
Nästan alla låtar på albumet har olika rytmer och ger därför en annorlunda stämning. Det hörs tydligt om en låt är glad eller nedstämmande.

## Mottagande
Då den finländska rockscenen ofta har bestått av artister och grupper som framfört deras egna låtar på finska, var The Rasmus ett undantag. De tyckte nämligen inte om att sjunga på finska och menade uttryckligen att den engelska musikscenen i Finland "sög". Bandets manager Teja Kotilainen lade märke till bandets riviga och energiska musik redan sommaren 1995, och deras samarbete ledde ganska snabbt till skivkontakt med Warner Music Finland.
När albumet väl kom ut i slutet av september 1996 blev det en stor succé i Finland. Det sålde guld (motsvarande ca 15 000 sålda skivor i Finland) och hamnade på plats 16 på Finlands albumlista i en vecka.

## Låtlista
Alla låtar är skrivna och komponerade av Lauri Ylönen, Eero Heinonen, Pauli Rantasalmi och Janne Heiskanen, där inget annat anges. 
| Nr  | Titel                               | Längd |
| --- | ----------------------------------- | ----- |
| 1.  | Ghostbusters (Ray Parker Jr.-cover) | 3:35  |
| 2.  | Postman                             | 2:36  |
| 3.  | Fool                                | 3:42  |
| 4.  | Shame                               | 3:30  |
| 5.  | P.S.                                | 2:56  |
| 6.  | Julen är här igen                   | 3:29  |
| 7.  | Peep (Instrumentell)                | 0:48  |
| 8.  | Frog                                | 2:32  |
| 9.  | Funky Jam                           | 2:11  |
| 10. | Outflow                             | 2:50  |
| 11. | Myself                              | 3:53  |
| 12. | Life 705                            | 5:09  |
| 13. | Small                               | 6:22  |

"Small" innehåller en gömd låt: Efter ca 4 minuter hör man ett barn säga "bye bye", och det blir sedan ca 2 minuters uppehåll innan man hör barnet igen som denna gången säger "hello?" och "bye bye" ett par gånger.
Fotnot: De tidigare utgåvorna i Storbritannien innehöll inte "Ghostbusters", därför står det ibland "Peep & Ghostbusters" på de nyare utgåvorna av albumet.

## Fakta om låtarna

### Ghostbusters
Se huvudartikel Ghostbusters
Denna låt är en cover av Ray Parker Jr.. Nådde plats åtta på Finlands singellista.

### Postman
Denna funkiga låt består av två skämtsamma verser – i första versen sjunger Lauri Ylönen om brevbäraren som delar ut tidningen på morgonen, och i den andra sjunger han helt orelaterat om Batman som bor i sin grotta med Robin. Musikern Aleksi Ahoniemi spelar saxofon i låten. Postman gavs även ut på EP-skivan 2nd.

### Fool
Fool handlar om en person som försöker bekämpa sin blyghet och bli mer social, trots att personen i fråga inte är van vid detta. Det är även en av de få studiolåtar där man kan höra basisten Eero Heinonens bakgrundssång – i första versen sjunger han textraden "No one can complain". Fool gavs även ut på EP-skivan 3rd.

### Shame
Shame är låten med snabbast tempo på albumet – Ylönen sjunger första textraden "Talking about life, what it was 'n' what it's gonna be" på under två sekunder och rappar sedan under längre delen av låten. Heinonens Red Hot Chili Peppers-inspirerade basspel hörs tydligt i låten. Texten handlar om en person som försöker övertala honom [troligtvis Ylönen] att prova droger, men han säger starkt emot.

### P.S.
Denna lite jazz-fyllda upbeat-låt skrev Ylönen till sin storasyster Hanna. Han säger att ibland bråkar de och ibland är de vänner, men de kan alltid förlåta och lita på varandra.

### Julen är här igen
Trots titeln är inte denna låt på svenska och har heller ingenting med julen att göra. Enligt Ylönens egna utsago läste han orden "Julen är här igen" i sin svenskabok i skolan och tyckte sedan att det passade som låttitel. Texten handlar om när Ylönen blev tagen av polisen en gång då han sprejade graffiti ute på en vägg. Han blev så arg över detta att han behövde uttrycka känslan i form av en låt.

### Peep
Titelspåret Peep är ett 48 sekunder långt gitarrsolo, framfört av Pauli Rantasalmi på akustisk gitarr. I slutet av låten kan man höra Ylönen skratta fånigt.

### Frog
Denna låt har ett typiskt Red Hot Chili Peppers-liknande sound och en skämtsam text om en groda som undrar varför folk försöker fånga honom. Den säger sedan att en dag kommer en prinsessa att kyssa honom och då behöver han inte vara en groda längre. Texten är troligtvis den kortaste bandet någonsin har skrivit. Frog var från början med på EP-skivan 1st innan den också hamnade på detta album.

### Funky Jam
Se huvudartikel Funky Jam
Denna låt var den första att spelades på finska radiostationer. Det har även gjorts en musikvideo till låten.

### Outflow
Denna svängiga låt handlar ironiskt om att [troligtvis Ylönen] vill ha en flickvän med alla positiva egenskaper. Han sjunger till exempel om att hon ska ha den perfekta kroppen och kunna tillfredsställa honom flera gånger om dagen. I slutet av låten tillägger han ironiskt "Är det för mycket begärt?". Musikern Timo Lavanko spelar saxofon i låten.

### Myself
Myself framstår som en mycket mer seriös låt än de andra låtarna på albumet. Trots att texten handlar om nästan samma sak som Shame, har inte denna låt samma ironi i sig. Även gitarrsolot som hörs en bit in i låten har ett mer melodiskt sound och är inte lika experimenterande som på Frog och Outflow. Myself var från början med på EP-skivan 1st innan den också hamnade på detta album.

### Life 705
Se huvudartikel Life 705

### Small
Denna låt har en speltid på 6:22, vilket gör den till den längsta låten bandet någonsin har spelat in, om man räknar med att den innehåller en gömd låt med ca två minuters tomrum emellan. Bortser man från detta blir Not Like the Other Girls från albumet Dead Letters den längsta låten, på 5:44. Small handlar om att betrakta världen från ett litet och hjälplöst perspektiv. Texten kan nästan framstå som politisk, ett ämne som The Rasmus sällan eller aldrig har tagit upp i deras låtar.

## Medverkande
The Rasmus:
- Lauri Ylönen – sång
- Eero Heinonen – bas, bakgrundssång
- Pauli Rantasalmi – gitarr
- Janne Heiskanen – trummor

Produktion:
- The Rasmus & Teja Kotilainen – produktion
- Juha Heininen – inspelning, mixning (Millbrook Studio)
- Ilkka Herkman – inspelning (H.I.P. Studio)
- Teja Kotilainen – inspelning (spår 8-9, Studio 303)
- Jarno Patala – mixning (spår 8-9, Studio 303)
- Pauli Saastamoinen – mastering (Finnvox Studios)
- Dick Lindberg/Klikki – fotografier

Övriga musiker:
- Timo Lavanko – saxofon på Outflow
- Aleksi Ahoniemi – saxofon på Postman & P.S.
- Jukka Tiirikainen – trumpet på P.S.

## Övrigt
I skivans albumfolder tackar The Rasmus följande personer: Tuure Takala (hello), Sibelius High School Chamber Choir, Timo Lavanko, Dick Lindberg, Suski, Liisa Riski (öga), Juha Heininen, Ilu Herkman, Teja, Pekka R., familjer, lärare och alla vänner.